# Сессон (зачіска)

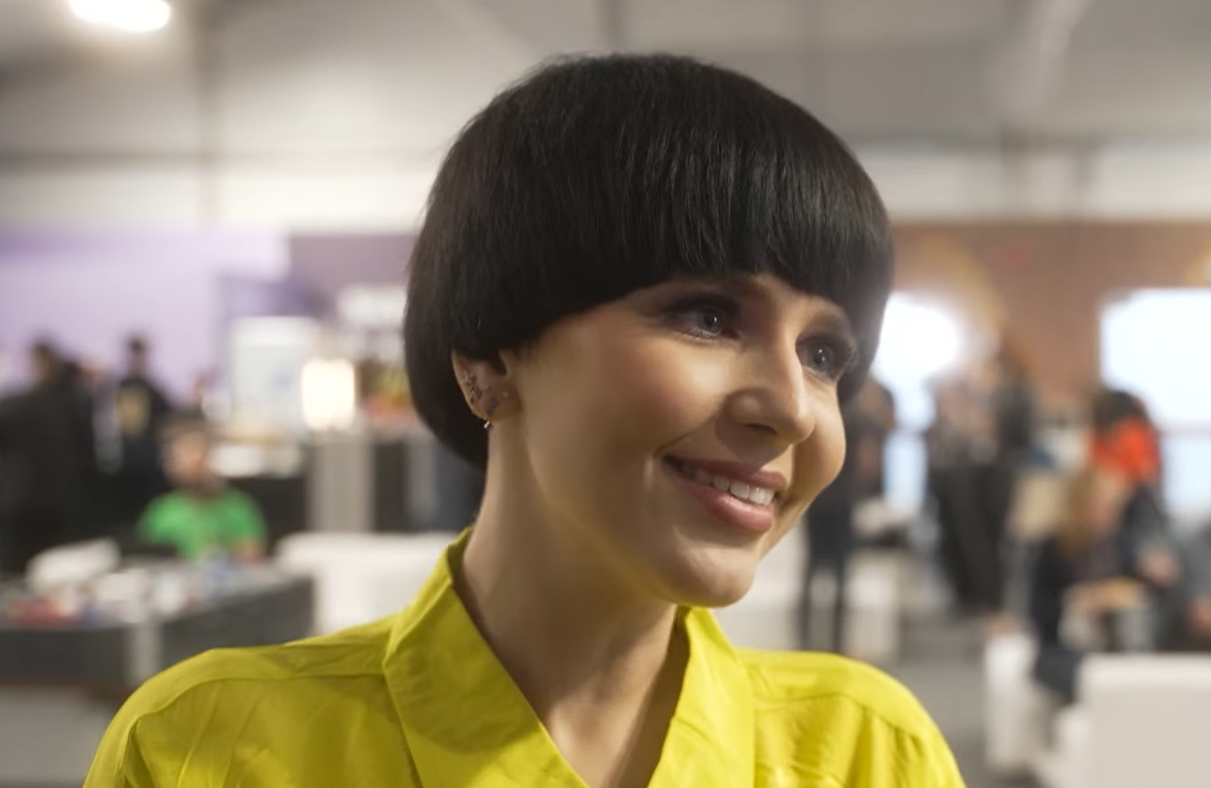
Моніка Лю з зачіскою сессон

Сессон (сесон, сессун, шапочка)  -
зачіска яка полягає в підстриганні волосся рівною плавною лінію по окружності голови по рівню вух. Чуб як і вся голова підстригається плавною заокругленою формою. Волосся оформляється тонким градуюванням, яке робиться не за допомогою гребінця, буквально, «на пальцях». Пасма по всьому контуру голови стрижуться шляхом накладання, а кінчики оформляється під спеціальним кутом, який є секретом прекрасного силуету . Іноді сессон називають підвидом зачіски каре.
Вважається, що зачіска сессон, була розроблена ще в 1970-х роках всесвітньо відомим британським перукарем частково єврейсько-українського походження
Відалом Сассуном. І саме його прізвище стало назвою зачіски. Першою моделлю для такої зачіски стала дуже популярна в ті роки актриса Ненсі Кван.

## Різниця між зачісками сессон іпаж
Головною відмінністю зачісок сессон та пажа є те що чубчик в зачісці сессон є заокругленим, а в зачісці паж прямим. Також в сессоні крайні бічні та задні локони щільно прилягають до голови (закриваючи внутрішні локони), а в пажа лококони візуально шаруються. Класичний сессон є короткою зачіскою що не закриває задню частину шиї
.